# Liasis fuscus
Liasis fuscus — вид змій родини пітонових (Pythonidae). Поширений в Австралії та Папуа Новій Гвінеї. Один із 3(6) видів роду Liasis. Вид занесений до Вашингтонської конвенції (CITES).

## Етимологія
Наукова назва виду походить від лат. fuscus, що означає «темний».
Назва на інших мовах: (Brown) Water python (англ.; дослівно «водяний пітон (коричневий»); Brauner Wasserpython (нім.; дослівно «водяний пітон коричневий»); темный водяной питон (рос.).

## Опис
Загальна довжина звичайно сягає до 2 м, у рідких випадках —3 м. Це досить тонка, струнка, але дуже сильна змія. Спина й боки однотонні, чорно-коричневі або оливково-коричневі, з синюватим відливом. Черево трохи світліше за спину — біле або жовтувате. Горло також світле, кремового або жовтого кольору.

## Поширення
Мешкає в Австралії (Північна територія, Квінсленд, Західна Австралія), Папуа Новій Гвінеї.

## Особливості біології
Населяє вологі місцини, такі як болота, заболочені береги озер, вологі луки. Гарно плаває й більшу частину життя проводить у воді. У випадку небезпеки ховається під водою.
Живиться переважно водяними ссавцями й птахами, за нагоди — новонародженими крокодилами.
Водяний пітон коричневий належить до яйцекладних змій. Самиця відкладає 8—24 великих білих яєць у шкірястій оболонці й увесь інкубаційний період (60—70 днів) не кидає кладку, що характерно для пітонових.

## Охорона
Стан більшості природних популяцій виду в межах ареалу залишається більш-менш стабільним. Саме тому він, згідно Червоного списку МСОП, отримав охоронний статус «відносно благополучний вид». Водяний пітон коричневий страждає від неконтрольованої торгівлі домашніми тваринами. Тому вид занесений до Додатку І Вашингтонської конвенції (CITES) (вид перебуває під загрозою зникнення). Крім того, цей вид має статус охорони в Австралії, Папуа Новій Гвінеї, але не в Індонезійській Новій Гвінеї. Мешкає на багатьох природно-заповідних територіях у межах ареалу.

## Практичне значення
У західній частині землі Арнем на півночі Австралії пітон є важливим джерелом їжі для аборигенів.
Цей вид є важливою частиною австралійської та міжнародної торгівлі домашніми тваринами. Тільки незначну кількість екземплярів розводять у неволі, тому існує великий попит на диких тварин.